# Diego Porro
Diego Porro (Monza, 23 aprile 1856 – 17 aprile 1916) è stato un organaro italiano.

## Biografia
Figlio di Carlo Porro, apprese i rudimenti del mestiere di organaro presso la "Ditta Aletti" di Monza. Si trasferì a Brescia nel 1875 e venne assunto come dipendente da Giovanni Tonoli. Dopo la morte di questi nel 1889, si unì a Giovanni Maccarinelli e a Giuseppe Mazzelli fondando la "Porro e Maccarinelli".
Porro svolse la sua attività prevalentemente nella provincia di Brescia e costruì qualche organo in provincia di Trento e in provincia di Mantova.
Morì nel 1916.

## Organi (elenco parziale)

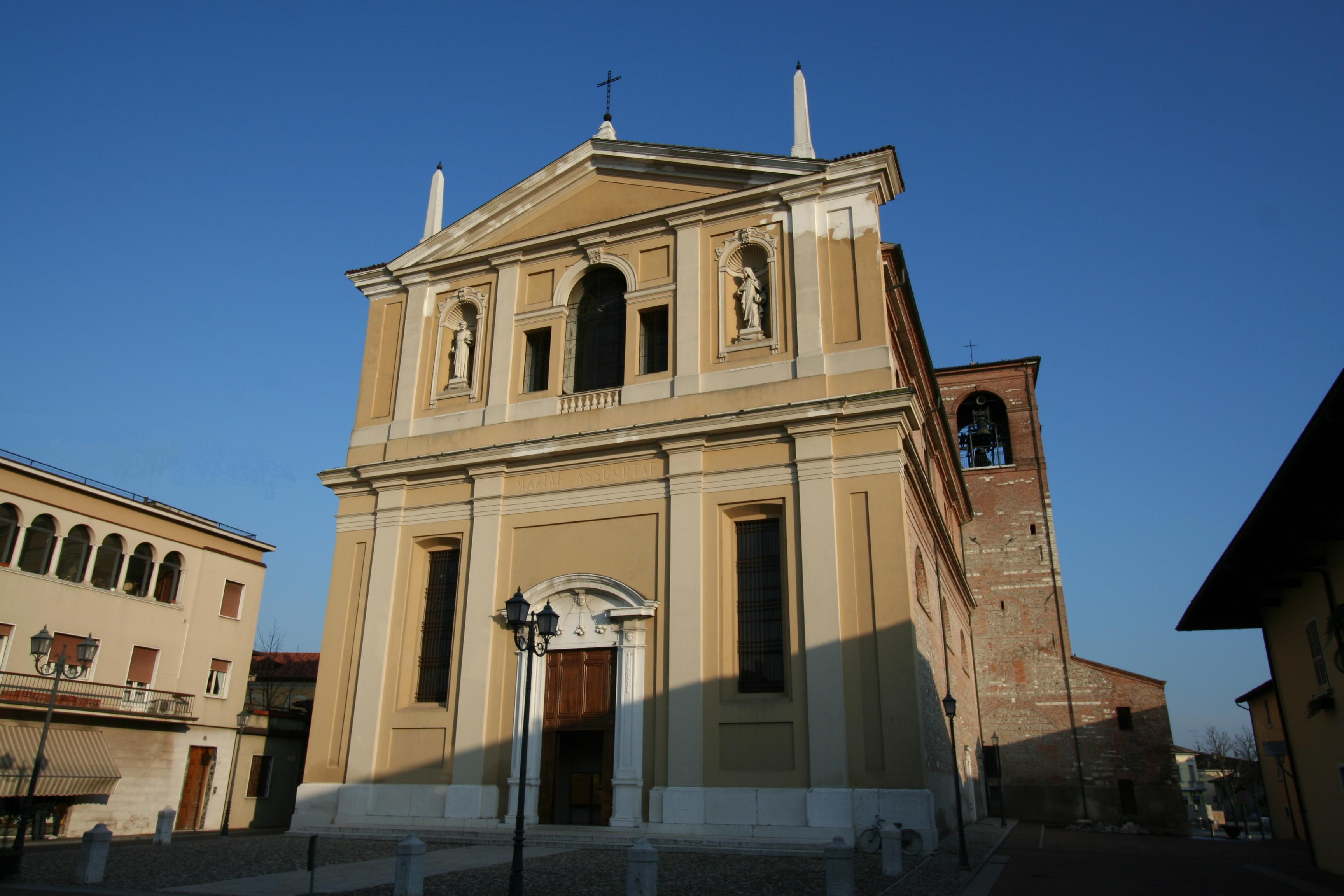
Chiesa parrocchiale di Ghedi

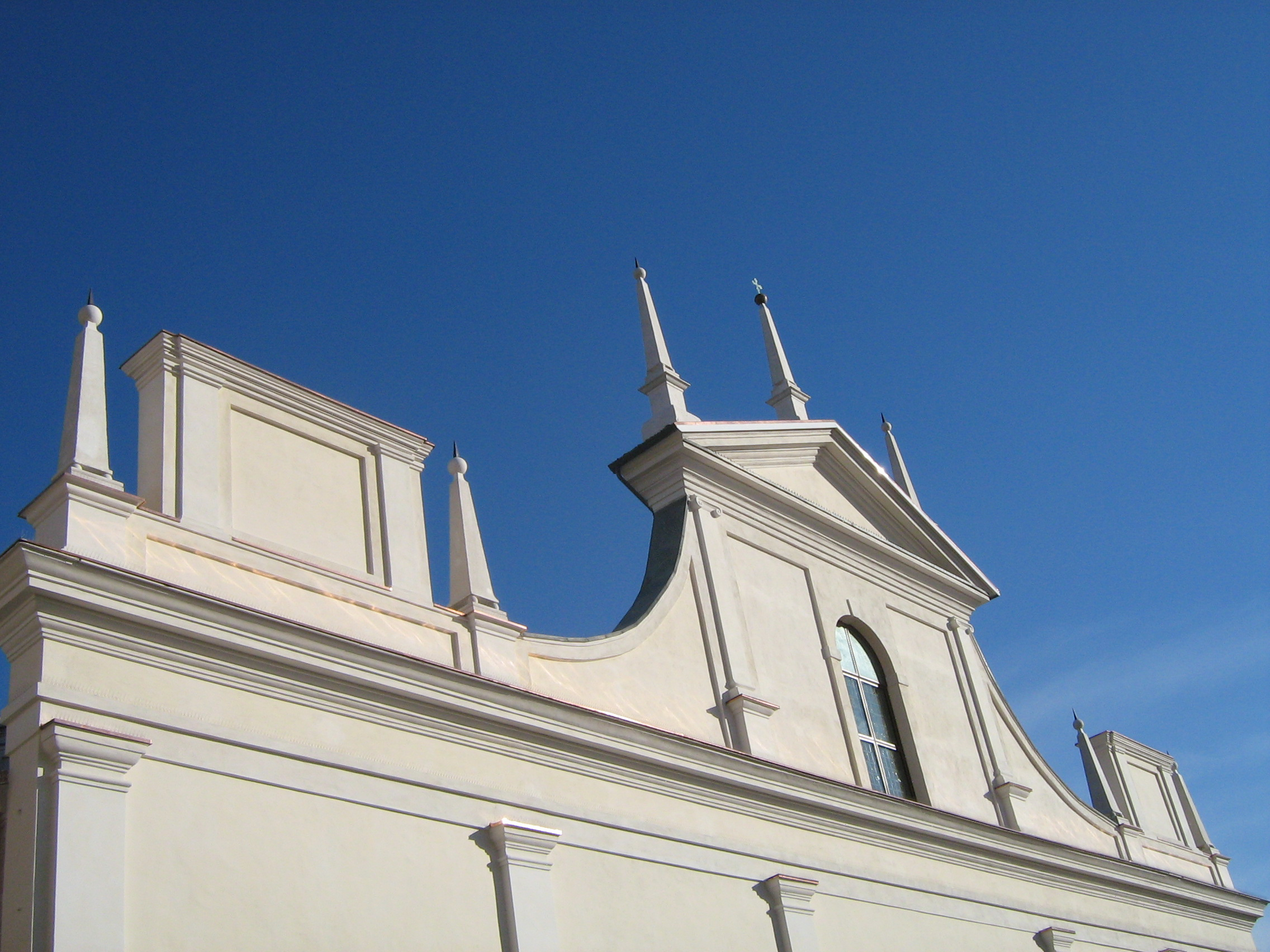
Castel Goffredo, chiesa prepositurale di Sant'Erasmo

- Chiesa del Santissimo Sacramento delle Ancelle della Carità[1]
- Parrocchia di Castel Goffredo, completamento organo di Tito Tonoli del 1887, 1889
- Parrocchia di Poncarale, 1890
- Parrocchia di Villa Cogozzo, 1892
- Parrocchia di Roncadelle, 1892
- Parrocchia di Offlaga, 1893
- Parrocchia di Vezza d'Oglio, 1896
- Parrocchia di Roè Volciano, 1897
- Parrocchia di Lodrino, 1897
- Parrocchia di Lumezzane, 1897
- Parrocchia di Bassano Bresciano, 1898
- Parrocchia di Ospitaletto
- Parrocchia di Borgosatollo, 1899
- Parrocchia di Lograto, 1900
- Parrocchia di Bagnolo Mella, 1901
- Parrocchia di Castrezzato, 1902
- Parrocchia di Capo di Ponte
- Parrocchia di Ghedi, 1907
- Parrocchia di Visano, 1910
- Parrocchia di Visano, 1910
- Parrocchia di Plemo, 1915
- Parrocchia di Casalpoglio, 1914[2]
- Parrocchia di Cividate Camuno, 1914
- Parrocchia di Stocchetta di Concesio
- Parrocchia di Incudine